# 1976年の全日本ロードレース選手権
1976年の全日本ロードレース選手権 (1976ねん の ぜんにほんロードレースせんしゅけん) は、1976年3月7日決勝の鈴鹿2&4レース大会で開幕し、同年10月10日の第13回日本グランプリロードレース大会（鈴鹿）で閉幕した全10戦による1976年シーズンの全日本ロードレース選手権である。

## 1976年シーズン
本シーズンより、底辺の拡大を目指しライセンス区分の呼称が変更され、これまでの「セニア」「エキスパート・ジュニア」を統合して最上級区分「エキスパート」に変更、トップレベルから順にエキスパート > ジュニア > ノービス  というピラミッド構成となった。メーカーワークスマシンが揃うフォーミュラ・リブレ部門（ポイント対象外）はエキスパートのみが参戦資格を持つ。

### エキスパート350ccクラスの設置
また、これまで最上級区分ではクラス未設置だった350ccクラスが設置された。レース開催形態としては350ccと750ccは混走で、それぞれ参戦クラスごとの順位に対してポイントが与えられる（最上級区分では前年度まで350ccで参戦した場合、750ccクラスのポイント対象となっていた）。エキスパート250ccクラスも新設されここに混走するが、参戦台数が規定以下の場合はクラス不成立となる。エキスパートに350と250を新設した意図は、ジュニアからの昇格者がそのままの車両で出走できるため、プライベート参戦者の負担が軽減できるとの狙いがあったが、各クラス単独開催できる台数にならない場合は250/350/750の混合レースで開催せざるを得ないというこれまでと変わらぬ課題もあった。

### ワークスマシンのFL参戦
エキスパート750ccクラスは、オイルショックの余波でヤマハ、スズキが海外レースワークス活動を休止した影響で、両メーカーの国内フォーミュラリブレ参戦（賞典外）も縮小された。カワサキワークスは開幕戦に姿を見せ、前年参戦したレース連戦連勝したライムグリーン旋風を今年も継続するかと思われた。開幕戦でカワサキは清原明彦に国内初登場となるKR250を託し参戦、第2戦筑波では優勝を果たしたが、これを最後にカワサキもワークス車参戦を一旦休止してしまった。
スズキはシーズン前に契約ライダーの安良岡健・荘利光とのワークス契約を打ち切り、本年に向けて全日本ロードレース活動を休止する方向の動きを見せたが、第2戦筑波大会に「RG500」を社員ライダー・岩崎勝のライディングで参戦させ、清原に次ぐ2位でチェッカーを受けRG500国内デビューを飾った。安良岡もRG500を持ち込みプライベート体制で参戦、RGの国内初優勝を奪った。安良岡のRGは岩崎のRGとは違い、ほぼ市販そのままの状態であった。鈴鹿200マイルでも岩崎が完勝、WGP500で旋風を起こしたスズキ・RG500はポイント対象外とはいえ全日本選手権でもその速さを発揮した。ヤマハはTZ750で参戦した河崎裕之が第3戦、第4戦で2勝を挙げ、第6戦菅生では、全日本選手権に初登場となったYZR750を操る高井幾次郎が独走優勝、最終戦でも高井は独走優勝しワークスマシンの高性能を発揮した。
日本グランプリロードレース大会は雨での開催となったが、カワサキワークスがKRを持ち込み、これを駆る和田正宏と阿部孝夫が優勢にレースを引っ張った。そのままカワサキ勢が制すと思われた展開だったがヤマハ・TZ250の毛利良一が猛追を続け逆転勝利を見せ、毛利のベストレースの一つと称えられた。
競技人口の増加したエントリークラスでの試みとして、第7戦鈴鹿200マイル大会でのノービス90ccクラスでは鈴鹿のフルコースではなく、S字セクション終了後にショートカットする「東コース」を周回するレースが初めて開催され、レース総距離はフルコース開催時と変えずに周回数を多くする形で開催された。
エキスパートのシリーズチャンピオン争いでは、250ccと750ccクラスでは1位の獲得ポイントが30点以下だったため、規定によりチャンピオン該当者なしとなった。

## スケジュールおよび勝者
| Rd.          | 決勝日       | 開催イベント                                  | 750cc 優勝  | 350cc 優勝 | 250cc 優勝 | 125cc 優勝 |
| ------------ | ------------ | --------------------------------------------- | ----------- | ---------- | ---------- | ---------- |
| 1            | 3月7日       | 全日本選手権 鈴鹿2&4レース大会                | 木山賢悟    | 浅見貞男   | 張間利治   | ―          |
| 2            | 4月18日      | 全日本選手権 筑波ロードレース大会             | 清原明彦‡   | 根本健     |            | 渡辺勝雄   |
| 3            | 5月2日       | 全日本選手権 鈴鹿ロードレース大会             | 河崎裕之‡   | 毛利良一   |            | 飯田浩之   |
| 4            | 6月13日      | 全日本選手権 鈴鹿ロードレース大会             | 河崎裕之‡   | 佐藤順造   |            | 上田公次   |
| 5            | 7月4日       | 全日本選手権 筑波ロードレース大会             | 安良岡健‡   | 福井正     |            | 飯田浩之   |
| 6            | 7月18日      | 全日本選手権 菅生ロードレース大会             | 高井幾次郎‡ | 石井康夫*  |            | 外谷悦男   |
| 7            | 8月8日       | 全日本選手権 鈴鹿200マイルレース大会          | 岩崎勝‡     | 毛利良一*  |            | 上田公次   |
| 8            | 9月12日      | 全日本選手権 菅生ロードレース大会             |             |            |            | 飯田浩之   |
| 9            | 9月26日      | 全日本選手権 筑波ロードレース大会             |             | 根本健     |            | 飯田浩之   |
| 10           | 10月10日     | 第13回 日本グランプリロードレース大会（鈴鹿） | 高井幾次郎  | 阪本裕介   | 毛利良一   | 上田公次   |
| チャンピオン | チャンピオン | チャンピオン                                  | 該当者なし  | 佐藤順造   | 該当者なし | 飯田浩之   |

- ※‡750cc,250cc,125ccクラスで混走したフォーミュラ・リブレ (FL)は全日本選手権ポイント対象外。
- 350ccクラスは750ccクラスと混走、*印の勝者は単独レースでの優勝ではなく、混走レースでのクラス優勝者。

## ポイントランキング
| 順位     | 1位 | 2位 | 3位 | 4位 | 5位 | 6位 | 7位 | 8位 | 9位 | 10位 |
| ポイント | 15  | 12  | 10  | 8   | 6   | 5   | 4   | 3   | 2   | 1    |
| -------- | --- | --- | --- | --- | --- | --- | --- | --- | --- | ---- |

- 上位5戦分の獲得ポイント数で争われる有効ポイント制。
- 最終戦・日本GPでは、ボーナスポイントとして入賞者に従来のポイントに加えて3ポイントが与えられる。
- 最終戦終了後に有効獲得ポイント1位であっても、そのポイント数が30点未満の者はチャンピオンと認定されずランキング2位となり、以下の順位も繰り下げされる。本年は750ccと250cc両クラスにこの規定が適用された[10]。

### 750cc
| 順位                       | No. | ライダー   | 使用車両        | 1 SUZ | 2 TSU | 3 SUZ | 4 SUZ | 5 TSU | 6 SUG | 7 SUZ | 8 SUG | 9 TSU | 10 SUZ | ポイント |
| -------------------------- | --- | ---------- | --------------- | ----- | ----- | ----- | ----- | ----- | ----- | ----- | ----- | ----- | ------ | -------- |
| 1                          |     | 該当なし   | ―               |       |       |       |       |       |       |       |       |       |        | -        |
| 2                          | 18  | 高井幾次郎 | ヤマハ          |       |       |       |       |       | 1     |       |       |       | 1      | 18       |
| 3                          | 109 | 小島英俊   | ホンダ          |       |       |       |       |       |       | 8     |       |       |        | 15       |
| 4                          | 16  | 金谷秀夫   | ヤマハ          |       |       |       |       |       |       | -     |       |       | 2      | 15       |
| 5                          | 7   | 和田正宏   | カワサキ        |       |       |       |       |       |       |       |       |       | 3      | 13       |
| 6                          |     | 木山賢悟   | ホンダ・CB550   | 1     |       |       |       |       |       | 12    |       |       |        | 12       |
| 7                          |     | 阿部孝夫   | カワサキ        |       |       |       |       |       |       |       |       |       | 4      | 11       |
| 8                          |     | 徳野政樹   | カワサキ        |       |       |       |       |       |       |       |       |       |        | 10       |
| 全日本選手権ポイント非対象 |     |            |                 |       |       |       |       |       |       |       |       |       |        |          |
| -                          | 114 | 岩崎勝     | スズキ・RG500   |       | 2‡    |       |       |       |       | 1‡    |       |       |        | -        |
| -                          | 22  | 安良岡健   | スズキ・RG500   |       |       |       |       | 1‡    | Ret   | 3‡    |       |       |        | -        |
| -                          |     | 清原明彦   | カワサキ・KR750 |       | 1‡    |       |       |       |       |       |       |       |        | -        |
| -                          | 58  | 河崎裕之   | ヤマハ・TZ750   |       |       | 1‡    | 1‡    |       |       | Ret   |       |       |        | -        |
| -                          | 3   | 浅見貞男   | ヤマハ・TZ750   |       |       |       |       |       | 2     |       |       |       |        | -        |

- 太字はポールポジション。
- クラスの参戦台数不足により選手権ポイントが発生しなかった大会がある。レース成立となったのが第7戦、第10戦の2戦のみとなり、獲得ポイントトップの高井の総得点が30点を越えなかったため、規定により高井はランキング2位となる。

### ジュニア区分
| ライセンス | クラス | チャンピオン | マシン         | チーム                       |
| ---------- | ------ | ------------ | -------------- | ---------------------------- |
| ジュニア   | 350cc  | 太田一博     |                | 野田ジュニアレーシングチーム |
| ジュニア   | 250cc  | 水谷勝       | ヤマハ・TZ250  | 東海スポーツライダース       |
| ジュニア   | 125cc  | 東金育男     |                | 浜松エスカルゴ               |
| ノービス   | 250cc  | 木下恵司     | ヤマハ・TZ250  | プレイメイトレーシングチーム |
| ノービス   | 125cc  | 吉村俊宏     | ホンダ・MT125R | ブルーヘルメットMSC          |
| ノービス   | 90cc   | 牧野栄       |                | 磐田テクニカルレーシング     |